# Ti mangio il cuore
Ti mangio il cuore è un film italiano del 2022 diretto da Pippo Mezzapesa, tratto dall'omonimo romanzo d'inchiesta di Carlo Bonini e Giuliano Foschini ed ispirato alla vera storia di Rosa Di Fiore prima pentita della mafia garganica.
Presentato nella sezione Orizzonti della 79ª Mostra internazionale d'arte cinematografica di Venezia, il film ha ricevuto recensioni generalmente favorevoli dalla critica cinematografica, che ha apprezzato in particolar modo le capacità attoriali di Michele Placido, Lidia Vitale e Elodie. 
Il film ha ottenuto differenti candidature e premi, tra cui tre candidature ai Nastri d'argento, vincendo per la migliore fotografia, mentre il brano colonna sonora Proiettili (ti mangio il cuore), scritta da Elisa, Joan Thiele, Emanuele Triglia e Elodie, ottiene il David di Donatello per la migliore canzone originale.

## Trama
Nel promontorio del Gargano vivono due famiglie appartenenti alla mafia pugliese, i Malatesta e i Camporeale, che si contendono il controllo del territorio. Le due famiglie hanno avuto cruente contese nel corso degli anni, tra cui l'eccidio della famiglia di Michele Malatesta nel 1960, che segnò profondamente il clan. Più di quarant'anni dopo, le due famiglie sembrano aver instaurato una tregua, favorita da una terza famiglia, i Montanari.
In questo periodo di calma apparente Andrea, figlio prediletto di Michele Malatesta ed erede del clan, si innamora di Marilena, moglie del boss Santo Camporeale, al momento latitante. Marilena si innamora a sua volta di Andrea ma, consapevole di essere sposata e delle rivalità tra le due casate, solo apparentemente sopite, decide di vederlo solo clandestinamente. Michele fa promettere al figlio di troncare questa pericolosa relazione, ma la promessa non viene mantenuta. Presto la relazione diventa di dominio pubblico e i due amanti sono costretti a fuggire, ma i Camporeale si vendicano uccidendo Michele e così le due famiglie, nonostante i tentativi di mediazione di Don Vincenzo Montanari, tornano in guerra.
Per rendere omaggio al padre ucciso dal clan rivale, Andrea è costretto a tornare a casa insieme a Marilena che, scacciata dai Camporeale per il tradimento e prigioniera in casa dei Malatesta, porta in grembo un figlio e si scontra con una realtà dura e cruenta. Andrea, spronato dalla madre vedova a vendicare l'omicidio del capofamiglia, è sempre più ossessionato dall’eliminare ogni componente della famiglia rivale. Così si ha una vera e propria guerra tra i due clan che porterà alla morte di tutti i componenti della famiglia Camporeale e di alcuni della famiglia Malatesta.
Durante la processione del paese, Andrea nota che il capofamiglia dei Montanari porta l’anello di suo padre (che infatti non era presente sulla salma) e si rende conto che era stato lui a farlo uccidere per fare in modo che i due clan si eliminassero tra loro. Nel frattempo Marilena fugge dalla processione e Andrea, con l'intento di trovarla nei vicoli del paese, si imbatte in Giovannangelo e “O trippon”, membri del suo clan, i quali, alleatisi ormai con i Montanari, lo uccidono.

## Produzione
Il film è prodotto da Indigo Film con Rai Cinema in collaborazione con Paramount+. Le riprese sono avvenute tra settembre e dicembre 2021, nei comuni di Manfredonia, Ascoli Satriano, Margherita di Savoia, Barletta e nel territorio del Gargano.

## Promozione
Il primo trailer del film è stato pubblicato il 24 agosto 2022.

## Distribuzione
Il film è stato presentato nella sezione Orizzonti della 79ª Mostra internazionale d'arte cinematografica di Venezia il 3 settembre 2022. Successivamente è stato proiettato alla 7ª edizione del Fuoricinema di Milano il 10 settembre 2022.
Il 22 settembre 2022 è stato distribuito nelle sale cinematografiche italiane. Dal 6 gennaio 2023 è stato reso disponibile sulla piattaforma di streaming video Paramount+.

## Colonna sonora
Il brano colonna sonora del film è Proiettili (ti mangio il cuore), scritto e composto da Elisa, Elodie, Joan Thiele ed Emanuele Triglia, interpretato da Elodie e Joan Thiele. La canzone è stata pubblicata il 16 settembre 2022 assieme ad un video musicale diretto da Roberto Ortu e registrato presso le saline di Margherita di Savoia in Puglia, con l'inserimento di scene tratte dal film.
Le musiche originali del film sono state curate da Teho Teardo, con l'inserimento dei brani Tu sì 'na cosa grande di Domenico Modugno, Calma e sangue freddo di Luca Dirisio, Dragostea din tei di Haiducii e El talisman di Rosana.
La musica di sottofondo nella scena della processione è ispirata a una versione dello Stabat Mater che si esegue durante la Processione della Desolata a Canosa di Puglia durante i riti della Settimana santa. Anche la statua di questa scena è la stessa della relativa Processione.

## Accoglienza

### Critica
Lorenzo Martini di Ciak ha assegnato al film un punteggio di 3,5 su 5, apprezza la regia di Mezzapesa capace di narrare «il meridione più oscuro; [...] un bel ritratto della realtà opaca di territori simboli del nostro Sud, in cui trovano uno spazio le tensioni generazionali» sebbene ritenga che nel corso del film «l’equilibrio tra così tanti elementi si fa meno solido, impedendo al film di mantenere fino alla fine la bella tensione». Martini definisce l'interpretazione di Tommaso Ragno «strepitosa» mentre quella di Elodie «magnetica».
Alberto Crespi de la Repubblica scrive che si tratta di una storia «preistorica eppure incredibilmente moderna». Emanuele Bigi di GQ definisce il film «una sorta di mafia western» in cui «l’aridità interiore dei personaggi surclassa l’aridità dei luoghi che si bagnano solo col sangue»; il giornalista riporta inoltre che Elodie «se la cava egregiamente» nel debutto da attrice.
Meno entusiasta la recensione di Sara D’Ascenzo per Corriere del Veneto, che assegnando un punteggio di 5 su 10, afferma che si tratti di un film «scontato e già visto» in cui «il Sud emerge ancora più come una cartolina degradata degli anni ’50; [...] codici talmente triti e ritriti da non fare più impressione» affiancata «all'inevitabile caratterizzazione comica dei malavitosi». La giornalista definisce la recitazione di Francesco Patanè «poco credibile che rende la visione noiosa e irritante», trovando Tommaso Ragno rinchiuso nei «ruoli da malavitoso» e «che mostrare il corpo (bellissimo) di Elodie non contribuisce a far apprezzare il film». Anche Davide Turrini de Il Fatto Quotidiano definisce il film un «melodramma passionale», riscontrando in alcuni passaggi il «desiderio emulativo da gangster movie modello Il padrino». Turrini afferma inoltre che la trama sia realizzata «senza attingere o svilupparsi in un’accorta drammaturgia del tragico», in un prodotto cinematografico «supposto ma non realizzato». Soffermandosi sul cast, il giornalista descrive Michele Placido come «unico vero faro performativo dell’opera» ed Elodie capace «in mezzo a tanta disorganicità, [di ritagliarsi] un suo grintoso spazio facendo una buona figura».

## Riconoscimenti
- 2022 – Mostra internazionale d'arte cinematografica di Venezia[21]
  - In concorso nella sezione Orizzonti
- 2022 – Festa del Cinema di Roma[22]
  - Premio Speciale Women in Cinema Award a Elodie
- 2022 – Ciak d'oro[23][24]
  - Rivelazione dell'anno a Elodie
  - Candidatura al miglior film
- 2023 – Bari International Film Festival[25]
  - Premio Silvana Mangano per l'attrice rivelazione a Elodie
  - Premio Alida Valli per la migliore attrice non protagonista a Lidia Vitale
- 2023 – David di Donatello[26]
  - Migliore canzone originale per Proiettili (ti mangio il cuore)[27]
- 2023 – Nastro d'argento[28]
  - Migliore fotografia a Michele D'Attanasio (anche per L'ombra di Caravaggio)
  - Candidatura alla migliore attrice non protagonista a Lidia Vitale
  - Candidatura alla migliore canzone originale per Proiettili (ti mangio il cuore)[27]